# 7P/Понса — Виннеке
7P/Понса-Виннеке (7P/Pons-Виннеке) — короткопериодическая комета из семейства Юпитера, которая была открыта 12 июня 1819 года французским астрономом Жаном-Луи Понсом в Марсельской обсерватории, когда комета медленно двигалась по созвездию Льва. Он описал её как слабый диффузный объект с центральной конденсацией. Комета обладает довольно коротким периодом обращения вокруг Солнца — чуть менее 6,37 года.

Орбита кометы Понса-Виннеке и её положение в Солнечной системе

Предполагается, что комета является родоначальницей метеорного потока июньских Боотид, которые также иногда называют Понса-Виннекидами.

## История наблюдений
1819 год стал одни из самых благоприятных для наблюдения кометы, что во многом и способствовало её открытию. В тот год 21 августа комета подошла к Земле на рекордно малое расстояние 0,1318 а. е. (19,77 млн км), но само сближение наблюдать не удалось, так как уже к 22 июля комета скрылась от наблюдателей в вечерних сумерках. После 21 августа комета стала смещаться на юго-запад и к тому моменту, когда она удалилась от Солнца на достаточный угол, её можно было увидеть лишь в южном полушарии. 
Несколько десятилетий спустя — 9 марта 1858 года комету в созвездии Змееносца обнаружил немецкий астроном Фридрих Виннеке. На этот раз она выглядела как бледная рассеянная туманность 3 ' угловых минут в поперечнике. Проанализировав три позиции кометы, полученные в период с 9 по 13 марта 1858 года, астрономы обнаружили, что данная комета является ранее открытой кометой Понса 1819 года. Следующим годом возвращения кометы должен был стать 1863, но из-за плохого расположения кометы обнаружить её так и не удалось. Зато её удалось восстановить 10 апреля 1869 года. В тот год 8 июля комета снова подошла вплотную к Земле на расстояние 0,25 а. е. При этом размер комы кометы достиг 10 ' угловых минут, а яркость ядра около 8,0 m. Также наблюдатели отмечали короткий хвост. 
Начиная с этого года комета наблюдалась каждое своё возвращение, за исключением 1880, 1904 и 1957 годов. По настоящему уникальным в этом плане стал 1927 год — тогда 26 июня комета пролетела мимо Земли всего в 0,0404 а. е. (6,06 млн км), достиг магнитуды в 3,5 m.

## Миграция и метеорные потоки
| Перигелий в различные эпохи |                   |
| Эпоха                       | Перигелий (а. е.) |
| 1819                        | 0,77              |
| 1875                        | 0,83              |
| 1886                        | 0,89              |
| 1898                        | 0,92              |
| 1909                        | 0,97              |
| 1921                        | 1,04              |
| 1933                        | 1,10              |
| 1945                        | 1,16              |

С момента начала регулярных наблюдений за кометой астрономы фиксировали постоянные изменения её орбиты, которые выражались в постепенной миграции перигелия кометы от Солнца из внутренней части орбиты Земли во внешнюю. Так если в 1869 году перигелий находился в 0,78 а. е. от Солнца внутри орбиты Земле, а период обращение составлял 5,59 года, то в 1996 году перигелий сместился уже на расстояние 1,26 а. е. от Солнца и находился вне орбиты Земли, а период обращения увеличился до 6,37 года. Причиной подобных изменений являлся ряд последовательных сближений с Юпитером: в ноябре 1882 года (0,44 а. е.), ноябре 1894 года (0,45 а. е.), декабре 1906 года (0,42 а. е.), ноябре 1918 года (0,36 а. е.) и июле 1930 года (0,47 а. е.). Именно сближению 1918 года комета обязана столь близкому подходу к Земле в 1927 году, ведь тогда её перигелий находился в непосредственной близости от орбиты Земли. 
Гравитационные возмущения Юпитера сильно влияли и на активность метеорного потока, порождаемого кометой. Именно в годы возвращения кометы после сближений с Юпитером, фиксировалось максимальное количество метеоров. Особенно сильные проявления были замечены в 1916, 1921 и 1927 годах, когда наблюдатели насчитывали до 500 метеоров в час. Однако, последующие изменения орбиты переместили перигелий кометы слишком далеко за орбиту Земли, так что в настоящее время проявления этого метеорного потока едва заметны.